# Levis (motorfiets)
| Levis 211 cc (ca. 1920)     |
| Levis boxermotor (ca. 1917) |

Levis is een historisch Brits merk van motorfietsen.
Bedrijfsnaam: Hughes, Butterfield Bros, later Butterfields Ltd., Levis Works, Stechford, Birmingham (1911-1940).
Bob Newey bouwde de eerste Levis voor zijn werkgever Norton, die echter weigerde een tweetakt in productie te nemen. Newey wendde zich tot de broers van zijn verloofde, Arthur en Billy Butterfield. Op aanraden van zijn aanstaande schoonmoeder noemden ze de motorfiets Levis, Latijn voor “licht”. Ze namen de motorfiets spoedig in productie. 
Al snel hoorde Levis tot de toonaangevende fabrikanten van tweetaktmotoren in Engeland, en bovendien waren ze erg succesvol in wedstrijden. Na 1927 werden er ook zeer goede zij- en kopklep-eencilinders van 248- tot 596 cc gemaakt. In 1921 stond de 211 cc Levis-tweetakt model voor het eerste Zündapp-blokje. 
In het begin van de jaren dertig werd de tweetaktproductie vrijwel geheel losgelaten. In 1940 werd de productie van Levis-motorfietsen gestaakt omdat men zich noodgedwongen moest bezighouden met het maken van compressoren voor de oorlogsindustrie. Hier ging men na de oorlog mee door. Om verwisseling met de Amerikaanse jeansfabrikant te voorkomen werd in de jaren zestig de firmanaam veranderd in Leviss.